# کوسیوکونات
کوسُیوکونات یک بخش فرعی از اوستروبوتنیای جنوبی و یکی از ناحیه‌ها در فنلاند از سال ۲۰۰۹ است.

## شهرداری‌ها
| نشان               | شهرداری            |
| ------------------ | ------------------ |
| Alavuden vaakuna   | آلاووس (شهرک)      |
| Kuortaneen vaakuna | کوورتانه (شهرداری) |
| Ähtärin vaakuna    | اهتری (شهر)        |